# Rezen Knoll
Rezen Knoll är en kulle i Antarktis. Den ligger i Sydshetlandsöarna. Argentina, Chile och Storbritannien gör anspråk på området. Toppen på Rezen Knoll är 350 meter över havet.
Terrängen runt Rezen Knoll är kuperad åt nordväst, men åt sydost är den bergig. Trakten är glest befolkad. Närmaste befolkade plats är St. Kliment Ohridski Base, 3,8 kilometer väster om Rezen Knoll. 